# Арсенал Сан-Франциско
Арсенал Сан-Франциско, также известный как Оружейная Национальной Гвардии Сан-Франциско, Оружейная и просто Арсенал — историческое здание в Сан-Франциско, штат Калифорния.
Здание было построено в 1912—1914 годах взамен старого здания арсенала Национальной гвардии, которое было разрушено в 1906 году землетрясением. Новое здание было стилизовано под старинный замок с элементами неомавританского стиля. Помимо своих основных функций, оно также служило местом проведения спортивных мероприятий, в первую очередь боксёрских поединков, для которых в здании была устроена специальная арена. Эта арена была одним из самых известных мест проведения боксёрских поединков на Западном Побережье США.
Во время всеобщей забастовки, проходившей в Сан-Франциско в 1934 году (также известной как «Кровавый четверг»), в ходе которой 6 человек погибло и более сотни были арестованы, здание арсенала служило опорной точкой для национальной гвардии, занимавшейся подавлением выступлений. В 1976 году Национальная гвардия перенесла оружейную в форт Фанстон и старое здание арсенала перестали использовать по назначению.
В 1978 году, через 2 года после того, как здание перестало быть арсеналом, оно было внесено в Национальный реестр исторических мест США. Несмотря на это, следующие тридцать лет оно никак не использовалось (за исключением того, что использовалось командой Джорджа Лукаса при работе над некоторыми сценами «Звёздных войн»), поэтому обветшало и с каждым годом всё больше нуждалось в реставрации. Предложения о продаже здания под те или иные нужды встречали противодействие в связи с тем, что для использования под свои нужды покупателям так или иначе пришлось бы существенно изменить конструкцию охраняемого законом здания. В конце 2006 года арсенал был куплен за 14 с половиной миллионов долларов порностудией Kink.com, специализирующейся на БДСМ-порнографии. Для проведения съёмок порнофильмов никакая серьёзная перепланировка не потребовалась; к содержанию фильмов студии — как правило, это сцены пыток, насилия и издевательств, как нельзя лучше подходила мрачная атмосфера здания, стилизованного под замок.
Сделка вызвала в Сан-Франциско масштабную общественную дискуссию, в начале февраля 2007 года перед зданием был проведён митинг протеста. Однако специальные публичные слушания, организованные мэром Сан-Франциско Гэвином Ньюсомом, не выявили никаких нарушений законодательства при сделке купли-продажи. Здание стало местом размещения основных съёмочных площадок студии.
С тех пор здание арсенала Сан-Франциско на протяжении более, чем десяти лет являлось съёмочной площадкой порностудии Kink.com. В здании также проводились экскурсии, а отреставрированный зал для боксёрских поединков использовался для проведения различных мероприятий.